# Båberg
Båberg är en ort 7 km norr om Trollhättan och 7 km söder om Vänersborg. SCB har för bebyggelsen i orten och söderut mot kyrkan avgränsat en småort namnsatt till Båberg och Kvarntorp. Denna ligger till största delen inom Vänersborgs kommun (44 invånare år 2005) med en mindre del i Trollhättans kommun (19 invånare år 2005).
Båberg består av mestadels äldre villor belägna invid Vassända-Naglums kyrka och en vägkorsning där riksvägarna mellan Trollhättan, Vänersborg och Uddevalla fram till 1981 möttes.